# Boogschieten op de Olympische Zomerspelen 1988
Boogschieten is een van de sporten die beoefend werden tijdens de Olympische Zomerspelen 1988 in Seoel.

## Heren

### individueel
| rang   | sporter           | land | punten |
| ------ | ----------------- | ---- | ------ |
| Goud   | Jay Barrs         | USA  | 338    |
| Zilver | Park Sung-soo     | KOR  | 336    |
| Brons  | Vladimir Jesjejev | URS  | 335    |
| 4      | Chun In-soo       | KOR  | 331    |
| 5      | Tiny Reniers      | NED  | 327    |
| 6      | Richard McKinney  | USA  | 324    |
| 7      | Pentti Vikström   | FIN  | 323    |
| 8      | Hiroshi Yamamoto  | JPN  | 321    |

### team
| rang   | sporters                                                | land | punten |
| ------ | ------------------------------------------------------- | ---- | ------ |
| Goud   | Park Sung-soo Chun In-soo Lee Han-sup                   | KOR  | 986    |
| Zilver | Jay Barrs Richard McKinney Darrell Pace                 | USA  | 972    |
| Brons  | Steven Hallard Leroy Watson Richard Priestman           | GBR  | 968    |
| 4      | Tomi Poikolainen Pentti Vikström Ismo Falck             | FIN  | 956    |
| 5      | Vladimir Jesjejev Konstantin Sjkolny Joeri Leontjev     | URS  | 949    |
| 6      | Hiroshi Yamamoto Takayoshi Matsushita Terushi Furuhashi | JPN  | 948    |
| 7      | Hu Pei-Wen Yen Man-Sung Chiu Ping-Kun                   | TPE  | 937    |
| 8      | Göran Bjerendal Mats Nordlander Gert Bjerendal          | SWE  | 925    |

## Dames

### individueel
| rang   | sporter               | land | punten |
| ------ | --------------------- | ---- | ------ |
| Goud   | Kim Soo-nyung         | KOR  | WR 344 |
| Zilver | Wang Hee-kyung        | KOR  | 332    |
| Brons  | Yun Young-sook        | KOR  | 327    |
| 4      | Ludmilla Arzhannikova | URS  | 327    |
| 5      | Jenny Sjöwall         | SWE  | 325    |
| 6      | Claudia Kriz          | FRG  | 318    |
| 7      | Joanne Franks         | GBR  | 318    |
| 8      | Tatjana Moentjan      | URS  | 314    |

### team
| rang   | sporters                                                  | land | punten |
| ------ | --------------------------------------------------------- | ---- | ------ |
| Goud   | Kim Soo-nyung Wang Hee-kyung Yun Young-sook               | KOR  | 982    |
| Zilver | Nurfitriyana Saiman Kusuma Wardhani Lilies Handayani      | INA  | 952    |
| Brons  | Denise Parker Melanie Skillman Debra Ochs                 | USA  | 952    |
| 4      | Ludmilla Arzhannikova Tatjana Moentjan Natalja Boetoezova | URS  | 951    |
| 5      | Joanne Franks Pauline Edwards Cheryl Sutton               | GBR  | 933    |
| 6      | Claudia Kriz Christa Öckl Doris Haas                      | FRG  | 931    |
| 7      | Jenny Sjöwall Liselotte Andersson Carina Jonsson          | SWE  | 930    |
| 8      | Cathérine Pellen Nathalie Hibon Marie-Josée Bazin         | FRA  | 898    |

## Medaillespiegel
| rang   | land             | goud | zilver | brons | totaal |
| ------ | ---------------- | ---- | ------ | ----- | ------ |
| 1      | Zuid-Korea       | 3    | 2      | 1     | 6      |
| 2      | Verenigde Staten | 1    | 1      | 1     | 3      |
| 3      | Indonesië        | 0    | 1      | 0     | 1      |
| 4      | Sovjet-Unie      | 0    | 0      | 1     | 1      |
| 4      | Groot-Brittannië | 0    | 0      | 1     | 1      |
| totaal | totaal           | 4    | 4      | 4     | 12     |

Parijs 1900 · 
St. Louis 1904 · 
Londen 1908 · 
Antwerpen 1920 · 
München 1972 · 
Montréal 1976 · 
Moskou 1980 · 
Los Angeles 1984 · 
Seoel 1988 · 
Barcelona 1992 · 
Atlanta 1996 · 
Sydney 2000 · 
Athene 2004 · 
Peking 2008 · 
Londen 2012 · 
Rio de Janeiro 2016 · 
Tokio 2020 · 
Parijs 2024 · 
Los Angeles 2028
Medaillewinnaars 
Atletiek · Badminton (demonstratie) · Basketbal · Boksen · Boogschieten · Gewichtheffen · Gymnastiek · Handbal · Hockey · Honkbal (demonstratie) · Judo · Kanovaren · Moderne vijfkamp · Paardensport · Roeien · Schermen · Schietsport · Schoonspringen · Synchroonzwemmen · Taekwondo (demonstratie) · Tafeltennis · Tennis · Voetbal · Volleybal · Waterpolo · Wielersport · Worstelen · Zeilen · Zwemmen